# Alliance mondiale pour les technologies propres

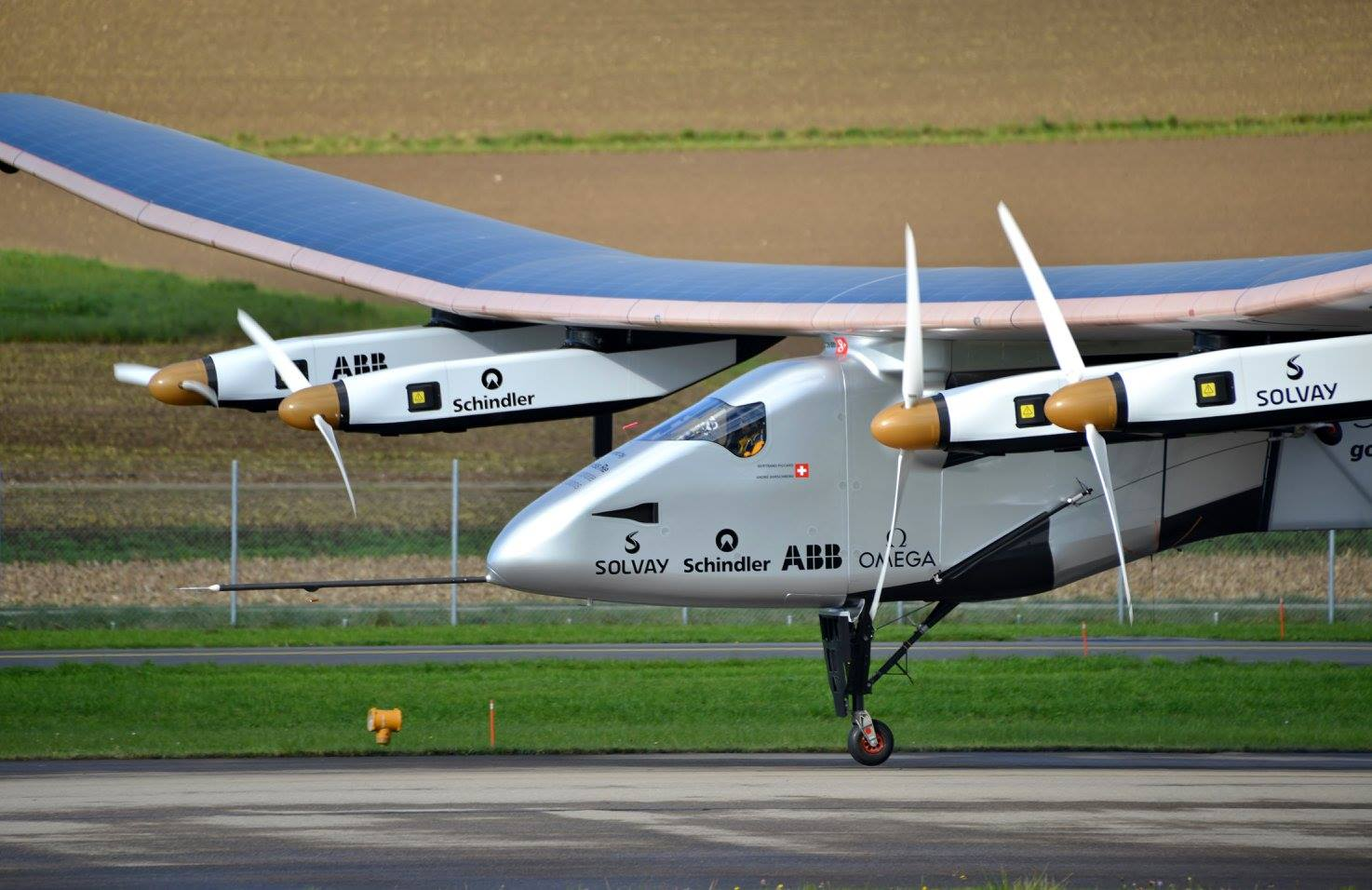
Solar Impulse SI2 piloté par Bertrand Piccard, décollant de la base aérienne de Payerne le 13 novembre 2014

L'Alliance mondiale pour les technologies propres est un organisme international fondé par Bertrand Piccard et la Fondation Solar Impulse lors de la COP22 à Marrakech, le 11 novembre 2016,.
L'objectif de cette alliance était d'identifier au moins « mille solutions innovantes et rentables pour protéger l'environnement » et de « prouver par des chiffres que l'on peut réconcilier écologie et économie ». Cet objectif a été officiellement atteint en avril 2021.

## Sources et références
1. ↑  « Alliance mondiale pour les technologies propres lancée à COP22 », sur unfccc.int (consulté le 17 octobre 2020)
2. ↑  « Bertrand Piccard - La Fondation Solar Impulse lance l'Alliance Mondiale pour les Technologies Propres à la COP22 ! », sur Bertrand Piccard (consulté le 17 octobre 2020)
3. ↑  Bertrand Piccard, Réaliste, soyons logiques autant qu'écologiques, Stock, 2021, p. 144
4. ↑  Bruno Mortgat, « Plus de 1000 solutions propres et rentables à la crise environnementale identifiées par la Fondation Solar Impulse », Enviscope, 15 avril 2021, lire en ligne